# Daniel Zimmermann (Musiker)

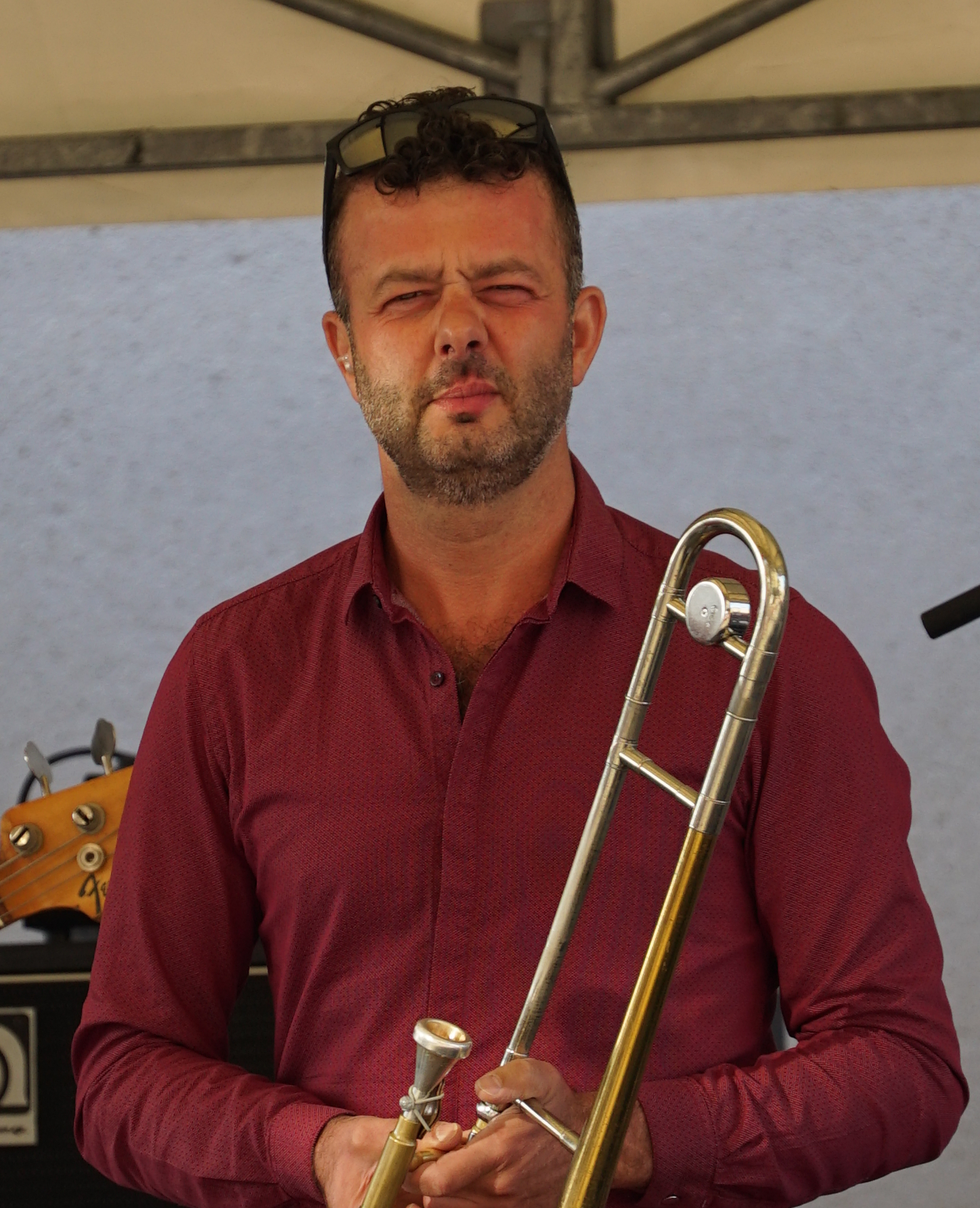
Daniel Zimmermann (2018)

Daniel Zimmermann (* 2. Januar 1974 in Châtenay-Malabry) ist ein französischer Jazz- und Fusionmusiker (Posaune, auch Tuba, Komposition).

## Leben und Wirken
Zimmermann begann im Alter von acht Jahren, Posaune zu lernen. Später gründete er Funk- und Soulbands. Er nahm Unterricht bei Guy Figlionlos, bevor er 1997 mit seinem Studium am Conservatoire national supérieur de musique et de danse de Paris begann.
Im Jahr 2000 verließ Zimmermann das CNSM, um mit Claude Nougaro auf eine Tournee zu gehen, bei der 2001 ein Live-Doppelalbum und eine DVD im Théâtre des Champs-Élysées aufgenommen wurden. Gemeinsam mit Thomas de Pourquery gründete er ein Quintett, das 2002 unter dem Namen DPZ den ersten Preis beim Jazzwettbewerb von La Défense errang; nach ersten Alben (2000 und 2003) entstand in einer rockigeren Form ein weiteres Album, He's Looking at You, Kid, das 2009 veröffentlicht wurde und positive Kritiken erhielt. Weiterhin spielte er mit Le Sacre du tympan von Fred Pallem und unterhielt ein Trio mit dem Gitarristen Manu Codjia und dem Akkordeonisten Vincent Peirani. Er war Mitglied der Maraboutik Band von Manu Dibango, des Quintetts von Simon Spang-Hanssen, des Gnawa-Fusion-Projekts von Karim Ziad, des Septetts von Jacques Vidal und des Sextetts von Toufic Farroukh.
Erst 2013 veröffentlichte Zimmermann mit Bone Machine ein Album unter eigenem Namen, mit dem er für die Victoires du Jazz 2014 nominiert wurde. Zwei Jahre später folgte bei Label Bleu das Album Montagnes Russes mit starken Pop- und Funk-Einflüssen, das von der Kritik gleichfalls sehr positiv beachtet wurde.  2019 erschien Dichotomie’s (mit Benoît Delbecq, Rémi Sciuto und Franck Vaillant), ebenfalls bei Label Bleu. Daneben arbeitete er im Quartett von Éric Séva, aber auch an zwei Alben von Tony Allen (mit Nguyên Lê, Jacques Vidal, Samy Thiébault) sowie mit der Gruppe Nilok 4tet aus Toulouse, die ihn am Album Nilok 4tet & Daniel Zimmermann beteiligte. 2019 wurde er von Frédéric Maurin in das Orchestre National de Jazz berufen, mit dem die Alben Dancing in Your Head(s) (2020) und Ex Machina (2023) entstanden. Außerdem ist er auf Alben von Pandémonium, The Strange ›O‹, Elisabeth Kontomanou, Étienne M’Bappé, Zaz, David Linx/Rhoda Scott/André Ceccarelli, dem Sylvia Versini Orchestra. L’Orchestre de la Lune und der Bigband von Thierry Maillard zu hören.